# Babské hody
Termínem babské hody se označuje zábava probíhající zpravidla na podzim, v sobotu v týden svátku sv. Václava. Babské hody se tradují od 30. let 20. století (někde i dříve). Většina ženských spolků, s nimi i tradice babských hodů, přerušila v době okupace svou činnost. Po listopadové revoluci 1989 tradice opět pomalu ožívá.
Na rozdíl od „mladých hodů“ určených pro svobodná děvčata a chlapce, jsou „babské hody“ určeny pro ženy vdané. Krojované tedy tvoří již vdané ženy – „začepené“ (bez mužů) – a děti (jako jejich neodmyslitelná součást).
Zvaní na hody probíhá již dopoledne. Vlastní průvod vychází po obědě, hlavní stárka (zvolená žena) žádá a dostává od obce hodové právo. Starosta uděluje právo (pořádat hody, hodovou zábavu a veselici) a povinnosti (zachovávat pořádek v obci a povinnost starat se o každého účastníka hodů). Poté průvod prochází obcí, zpívá, tancuje, občerstvuje se. Každá obec či oblast má svoje zvyky a tradice, písně, typologii kroje, atributy. Mezi oblíbené patří výbava žen vařečkou.